# 刘绥 (前赵)
刘绥（?—?），十六国时前赵官员。
刘曜年轻时逃亡，与曹恂投奔刘绥，刘绥把他藏在旧匮中，车载送到王忠之处，王忠把他送到乐浪郡朝鲜县。刘聪时，曹恂担任中书令，王忠担任晋阳太守，刘绥担任太子洗马。曹恂在靳准时遇害，刘曜即位后，追封曹恂大司空、南郡公，刘绥左光禄大夫、平昌公，王忠镇军将军、安平侯，并加散骑常侍。326年汝南王刘咸为太尉、录尚书事，光禄大夫刘绥为大司徒，卜泰为大司空。